# ЦеСеКа (Лесичери)
„ЦеСеКа (Лесичери)“ е бивш футболен отбор от село Лесичери, община Павликени, област Велико Търново.
Основните цветове на отбора са червено и бяло. Състезава се в „А“ окръжна група Велико Търново. През 2010 г. отборът играе контрола на стадиона в селото срещу ветераните на ЦСКА София. През 2012 година отборът е разформиран и прекратява съществуването си.

## Известни футболисти
- Илиян Киряков